# John Chandler

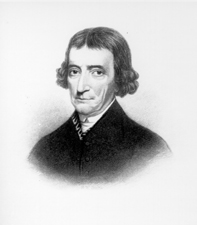
John Chandler

John Chandler (* 1. Februar 1762 in Epping, New Hampshire Colony; † 25. September 1841 in Augusta, Maine) war ein US-amerikanischer Politiker. Einer alteingesessenen Familie Neuenglands entstammend, war er Veteran des Amerikanischen Unabhängigkeitskrieges sowie des Britisch-Amerikanischen Krieges, in der Politik des Bundesstaates Massachusetts aktiv und wirkte an der Gründung des Bundesstaates Maine mit.

## Biografie

### Familiärer Hintergrund
John Chandler entstammte einer weit verzweigten Familie, deren Stammeltern seine Urururgroßeltern William und Annis Chandler waren. Diese hatten sich 1637 in Roxbury, Massachusetts niedergelassen und waren Eltern von drei Söhnen und zwei Töchtern. John Chandler stammte, ebenso wie die Politiker David und Willard H. Chandler, von deren Sohn Thomas ab. Die Politiker Thomas Chandler und Zachariah Chandler stammten von dem Sohn William ab. Von dem dritten Sohn, John, stammten die Politiker L. C. Chandler, William Henry Chandler, John A. Chandler ab.
John Chandler war eines von zehn Kindern und drittältester Sohn von Joseph Chandler (1725–1776) und dessen Frau Lydia (geborene Eastman; 1726–1820). Er wuchs mit drei Brüdern und sechs Schwestern auf. Sein Vater hatte im Siebenjährigen Krieg in Nordamerika gekämpft, war nun Schmied und hatte eine Farm circa eine Meile nördlich vom Zentrum von Epping entfernt. Nach dem Ausbruch des Amerikanischen Unabhängigkeitskrieges kämpfte er in der Kontinentalarmee im Rang eines Captains und fiel im September 1776 in Mount Independence.

### Jugend und Amerikanischer Unabhängigkeitskrieg
John Chandler seinerseits nahm nach dem Tod seines Vaters ebenfalls auf Seiten der Kontinentalarmee am Amerikanischen Unabhängigkeitskrieg teil. 1777 verpflichtete er sich für drei Monate, wobei er aufgrund seiner als zu gering angesehenen Größe fast nicht gemustert worden wäre. Noch im selben Jahr geriet er in der Schlacht von Saratoga in britische Gefangenschaft, aus der ihm bald die Flucht gelang. Nachdem er das Jahr 1778 auf der Farm seiner Familie verbracht hatte, machte er sich im Januar 1779 ohne das Wissen seiner Familie und Freunde nach Newburyport, Massachusetts auf und heuerte dort auf dem Kaperschiff General Arnold an. Die General Arnold stand unter dem Kommando von Captain Moses Brown, hatte 18 6-Pfünder-Kanonen und 120 Mann Besatzung. Nach mehreren erfolgreichen Gefechten wurde die General Arnold Anfang Juni 1779 von dem britischen Kriegsschiff Experiment unter dem Kommando von James Wallace aufgebracht. Chandler geriet so erneut in Gefangenschaft und wurde auf einem Gefängnisschiff auf dem Savannah River inhaftiert. Bereits im September desselben Jahres konnte er flüchten. Nach einer langen, beschwerlichen Reise kehrte er im Februar 1780 nach Epping zurück und verpflichtete sich erneut bei der Kontinentalarmee.

### Aufbau einer neuen Existenz und politisches Wirken in Massachusetts
Am 27. August 1783 heiratete er Mary Whittier. Aus der Ehe gingen sieben Kinder, drei Söhne und vier Töchter, hervor. Zwei Töchter und sein jüngster Sohn starben noch im Kindesalter. Seine jüngste Tochter Clarissa Augusta heiratete im Juni 1821 den Arzt und späteren US-Senator Amos Nourse.
1784 zog er in den District of Maine im Bundesstaat Massachusetts und ließ sich in Kennebec County auf einer Farm nahe Monmouth nieder. Dort ursprünglich in ärmlichen Verhältnissen lebend und als umherziehender Schmied arbeitend brachte er es mit Fleiß und Beharrlichkeit zu einigem Wohlstand und wurde ein angesehenes Mitglied seiner Gemeinde. Des Weiteren holte Chandler mit Hilfe des lokalen Schulmeisters die fehlende Schulbildung seiner Kindheit nach.
Von 1803 bis 1805 gehörte er dem Senat von Massachusetts an. Anschließend vertrat er vom 4. März 1805 bis zum 3. März 1809 für die Demokratisch-Republikanische Partei den Bundesstaat Massachusetts im Repräsentantenhaus der Vereinigten Staaten. 1808 verzichtete er auf eine erneute Kandidatur. Stattdessen wurde er im selben Jahr von dem Gouverneur von Massachusetts, James Sullivan, zum Sheriff von Kennebec County ernannt. Am 27. Februar 1812 wurde er zum Generalmajor der 17. Division der Massachusetts Militia gewählt, ein Amt vor allem symbolischen Charakters.

### Britisch-Amerikanischer Krieg
Nach Ausbruch des Britisch-Amerikanischen Krieges im Juni 1812, wurde er im Juli desselben Jahres Brigadegeneral in der United States Army. Im September 1812 stieß er nahe Albany zu Einheiten der Armee und übernahm das Kommando über sie. Im Oktober erhielt er den Befehl nach Plattsburgh zu marschieren. Brigadegeneral Joseph Bloomfield hielt sich dort bereits mit einigen Truppen auf und übernahm nach Chandlers Ankunft das Oberkommando. Am 18. November erreichte Generalmajor Henry Dearborn die Truppen und übernahm nun seinerseits das Oberkommando. Er übertrug Chandler das Kommando über eine eigene Brigade, bestehend aus drei Infanterieregimentern, die bei Burlington ihr Winterquartier bezogen hatten. Im März 1813 erhielt Chandler den Befehl nach Sackets Harbor zu marschieren. Anfang April erreichte er sein Ziel und löste Zebulon Pike ab, der bisher die dortigen Truppen kommandiert hatte. Im Mai wurden mehrere Infanterieregimenter sowie das Artillerieregiment von Alexander Macomb durch Schiffe von Commodore Isaac Chauncey nahe Fort Niagara verlegt. Bei der Eroberung des Forts George am 27. Mai 1813 kommandierte Chandler die Reserve, bestehend aus seiner Brigade und dem Artillerieregiment von Alexander Macomb.
Anfang Juni erhielt Chandler den Befehl mit einer Brigade zu der Brigade von William H. Winder zu stoßen. Gemeinsam marschierte sie anschließend in Richtung Westen um einen Zusammenschluss der Truppen unter John Vincent mit der britischen Garnison von Detroit zu verhindern. In der darauf folgenden Schlacht bei Stoney Creek am 5. Juni 1813 wurde Chandler durch einen Sturz von seinem Pferd verletzt und geriet zusammen mit Winder in Gefangenschaft. Aufgrund schlechter Sichtverhältnisse und dem allgemeinen Chaos auf dem Schlachtfeld hatten sich beide, unabhängig voneinander, versehentlich in die Reihen der Briten begeben. Chandler wurde medizinisch versorgt und zusammen mit Winder und anderen Gefangenen nach Québec verbracht. Im April 1814 kam er im Zuge eines Gefangenenaustausches wieder frei und erreichte im Mai sein Zuhause in Massachusetts.
Den weiteren Verlauf des Krieges kehrte er nicht mehr an die Front zurück. Stattdessen wurde ihm das Kommando über lokale Milizen in und um Portland, Massachusetts übertragen, um die Verteidigung der Stadt und der dortigen Küste zu planen. Seine plötzlich Versetzung nach Portsmouth, New Hampshire verhinderte jedoch eine effektive Umsetzung und sorgte für Spannungen zwischen den Milizen und der Armee. Nach Ende des Krieges schied er aus der Armee aus.

### Politisches Wirken im neuen Bundesstaat Maine
1819 wurde er Mitglied im Massachusetts General Court. Des Weiteren war er einer der 274 Delegierten bei der Verfassungsgebenden Versammlung von Maine und gehörte dort dem 33-köpfigen Komitee an, das mit dem Entwurf der Verfassung betraut wurde. Als Maine 1820 in die Union aufgenommen wurde, wurde Chandler für Kennebec County in den Senat von Maine gewählt. Dort wurde er von den anderen Senatoren zum ersten Senatspräsidenten gewählt. Da er jedoch kurz darauf von der Maine Legislature, dem State Legislature Maines, in den Senat der Vereinigten Staaten gewählt wurde, um dort den neuen Bundesstaat zu vertreten, trat er am 20. Juni 1820 als Senatspräsident zurück. William Moody, der York County im Senat von Maine vertrat wurde sein Nachfolger.
Chandler trat sein Mandat im US-Senat am 14. Juni 1820 an. Nach einer erfolgreichen Wiederwahl blieb er bis zum 3. März 1829 Senator. Während des 18. bis einschließlich des 20. Kongresses gehörte er dem Committee on Military Affairs an. Anschließend wurde er von Präsident Andrew Jackson zum Zolleinnehmer von Portland und Falmouth ernannt und beaufsichtigte als solcher von 1829 bis 1837 die Einziehung der Zollgebühren in deren Distrikten. Chandler ließ sich nun in Augusta, Maine nieder. 1838 trat er als Trustee des Bowdoin College zurück. William King, der Gouverneur von Maine, hatte 1821 zwölf zusätzliche Trustees bestimmt, von denen einer Chandler gewesen war. Chandler starb am 25. September 1841 und wurde auf dem Mount Pleasant Cemetery beigesetzt.